# Frédéric Montenard
Frédéric Montenard, né à Paris le 17 mai 1849, et mort à Besse-sur-Issole (Var) le 11 février 1926, est un artiste peintre français,.

## Biographie
Issu d'une vieille famille provençale, Frédéric Montenard est le petit-neveu du sculpteur Jean-Baptiste Giraud, (1752-1830). Il est admis à l'École des beaux-arts de Paris dans l'atelier de Pierre Puvis de Chavannes. En 1890, il est nommé chevalier de la Légion d'honneur à titre militaire. Il débute au Salon en 1872 et y expose régulièrement des paysages et des marines.
En 1873, Frédéric Montenard fonde l'atelier des beaux-arts de Toulon avec les peintres Eugène-Baptiste Emile Dauphin, Gustave Garaud et Octave Gallian.
En 1879, il se fait construire un hôtel particulier par l'architecte Antoine-Gaëtan Guérinot au 5-7 rue Ampère au sommet duquel il installe son atelier. Il réalise six fresques pour l'église Saint-François de Sales voisine.
Il remporte un grand succès en 1883 avec Un Cimetière en Provence et La Corrèze, transport de guerre quittant Toulon, deux toiles acquises par l'État français. Il remporte une médaille d'or à l'Exposition universelle de 1889. Avec Puvis de Chavannes, il participe en 1890 à la création de la Société nationale des beaux-arts, fait la connaissance du peintre italo-brésilien Giovanni Battista Castagneto, (1851-1900) à qui il conseille de suivre les cours de François Nardi (1861-1936). Il est nommé peintre officiel de la Marine en 1921.
Après 1892, Montenard délaisse les côtes de la Manche et de l'Atlantique et peint essentiellement en Provence. Il enseigne à l'école des beaux-arts de Toulon. Il puise dans les paysages et les scènes de la vie provençale les thèmes de ses grandes compositions décoratives, commandes destinées à plusieurs édifices, notamment pour le Palais des arts de Marseille vers 1894. En 1900, il réalise deux toiles pour la grande salle du restaurant Le Train bleu de la gare de Lyon à Paris.
Grand admirateur de Frédéric Mistral, il illustre en 1922 une édition de Mireille.
L'artiste se fixe définitivement après la Première Guerre mondiale au château de la Croix de Bontar à Besse-sur-Issole. Une salle lui est consacrée au premier étage du musée du pays brignolais, dans le palais des comtes de Provence à Brignoles.
Frédéric Montenard meurt le 11 février 1926 à Besse-sur-Issole et est inhumé au cimetière du Père-Lachaise (8e division),, à Paris. Lors des obsèques, on compte la présence de René Court, Jean des Portes de la Fosse, le baron Prévost, M. et Mme René Bergé, Charles Maurras et Jean-Louis Forain.
Une rue de Besse-sur-Issole porte son nom, ainsi que le nouveau collège datant de 2005.

## Descendance
Frédéric Montenard épouse Marie Court dont il a deux filles : 
- Henriette (1872 Paris-1958 Besse-sur-Issole) épouse Jean des Portes de la Fosse (1862 Paris-1942 Besse-sur-Issole)
- Caroline (1878 Paris-1954 Besse-sur-Issole) épouse Henri Prévost (1865-1958 Besse-sur-Issole)

## Œuvre

### Salons
- Salon des artistes français :
  - 1872 :
  - 1882 : Le Port de commerce de Toulon, acquisition de l'État, mention honorable, musée d'art de Toulon
  - 1883 : Le Transport de guerre « La Corrèze » quittant la rade de Toulon, achat de l'État, musée du pays brignolais
  - 1884 : Village de Six-Fours
- Salon de la Société nationale des beaux-arts :
  - 1893 : La Poussière
  - 1906 : Le Grand rang au Port de Toulon
  - 1907 : Marseille, colonie grecque
  - 1908 : Rentrée au port par vent de Mistral, Marseille
  - 1909 : Le Matin, Marseille
  - 1910 : Pêcheurs sur la côte de la Méditerranée
  - 1911 : Sainte Madeleine dans la grotte de la Sainte Baume, chapelle du couvent de la Sainte Baume
  - 1913 : Une Branche de grenades ; Dans le vieux port à Marseille ; Première rencontre du Christ et de la Sainte Madeleine
  - 1914 : La Vendange
  - 1919 : Saint-Jean le Précurseur
  - 1920 : Sancta Dei génitrix

### Expositions

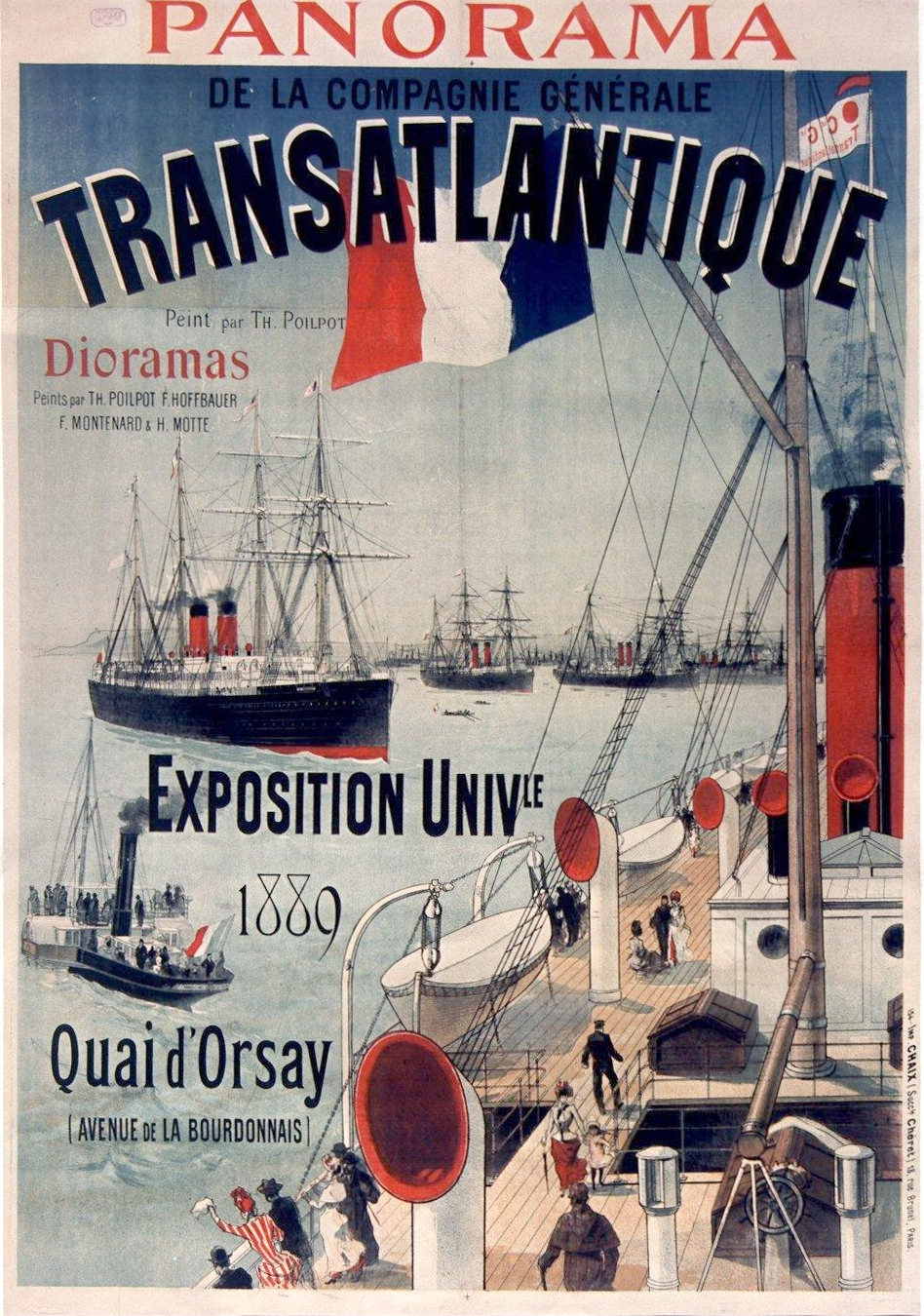
Affiche pour le Panorama de la Compagnie générale du Transatlatique présenté à l'exposition universelle de 1889, mentionnant la participation de Frédéric Montenard aux dioramas

- 1889 : Exposition universelle de Paris : diorama accompagnant le Panorama de la Compagnie générale du Transatlantique de Théophile Poilpot. Montenard obtient la médaille d'or de l'exposition.

Expositions posthumes
- 1995 : « Les Peintres de la couleur en Provence », exposition collective, jusqu'au 6 août 1995 au musée du Luxembourg à Paris,
- 2008 : « Ces peintres de la Provence », exposition collective, du 6 juin au 31 juillet 2008 à Genève, galerie Bartha et Senarclens accueillant la galerie Marc Stammegna

### Œuvres dans les collections publiques
- Besse-sur-Issole, église paroissiale : Procession de Sainte Madeleine en Provence
- Besse-sur-Issole, mairie : Place du Château de Besse (1897), Paysage de Provence
- Besse-sur-Issole, chapelle de Sainte Agathe : Procession religieuse
- Brignoles, musée du pays brignolais :
  - Le Corrèze quittant le port de Toulon
  - Le Village de Six-Fours-Les-Plages
  - Le port de Toulon
  - La Gardienne de chèvres
  - Cimetière de Besse
  - Paysan dans la campagne bessoise
  - Le Chevrier
  - La Route de Cassis
  - La Cueillette des olives[9]
- Chantilly, musée Condé : Portrait de Gustave Macon, premier conservateur du musée Condé[10], Vue de Saint-Waast-la-Hougue (Manche)
- Eglise Saint-François de Sales Paris 17ème Fresque murale
- Draguignan, musée des Beaux-Arts Paysage provençal
- La Rochelle, musée des beaux-arts : Un Cimetière en Provence
- Marseille, musée des beaux-arts :
  - La Poussière[11]
  - Coup de Mistral en Méditerranée[12]
  - Femmes à la fontaine[13]
  - Paysage[14]
- Marseille, palais des arts : Marseille, colonie grecque (1907)
- Nîmes, musée des beaux-arts : Vieux village provençal
- Paris, église Saint-François-de-Sales, fresques des alcôves : Naissance du Christ (entre 1924 et 1926)
- Paris, gare de Lyon, grande salle du restaurant Le Train bleu :
  - Villefranche
  - Monaco
- Paris, hôtel de ville : Le Jardin des Tuileries
- Paris, La Sorbonne, amphithéâtre minéralogique : Paysage de Provence, l'Estérel (1894)
- Paris, musée d'Orsay ; Le transport "La Corrèze"[15].
- Saint-Maximin-la-Sainte-Baume, chapelle du couvent de la Sainte Baume :
  - Première rencontre du Christ et de la Sainte Madeleine qui le regarde s'éloigner de sa maison à Béthanie
  - Sainte Madeleine prêchant dans la rade de Marseille
  - Marie-Madeleine demandant à un ermite d'aller avertir de sa mort prochaine le bienheureux Maximin
  - Méditation de Marie Madeleine du haut de sa grotte
  - Marie Madeleine est élevée par les anges au sommet du saint Pilon, dans l'abside de la chapelle
- Sées, hôtel de ville (en bas de l'escalier) : Ruines antiques
- Toulon, hôtel de ville
- Toulon, musée d'art :  Joutes au port de Toulon, huile sur toile, 127 × 205 cm[16], Le Port-Marchand de Toulon, huile sur toile, 220 × 147 cm[17], Ruines de Timgad, huile sur toile (1900)..
- Toulon, musée national de la Marine
- Toulon, foyer de l'opéra de Toulon : Le Prélude à l'Après-midi d'un Faune

En Turquie
- Istanbul, Palais de l'Union française

### Illustrations
- Frédéric Mistral, Mireille, 34 figures couleurs d'après les peintures originales en couleurs de Montenard, contrecollées en hors texte. Éditée en 350 exemplaires par Dorbon-Ainé à Paris, 1922.
- Frédéric Mistral, Mireille, 16 figures couleurs d'après les peintures originales en couleurs de Montenard. Editée par Fasquelle à Paris, 1925, puis en 1930 pour l'édition du Centenaire.
- Alphonse Daudet, Tartarin sur les Alpes, illustré d'aquarelles de Montenard, Aranda, De Beaumont, De Myrbach, Rossi. Editée par Calmann-Levy à Paris, 1885, et par Marpon et Flammarion à Paris, 1889.
- Maurice Loir, La Marine Française, richement illustrée de peintures et gravures de Montenard et de Couturier. Editée par Hachette à Paris, 1883.

## Galerie

Œuvres de Frédéric Montenard
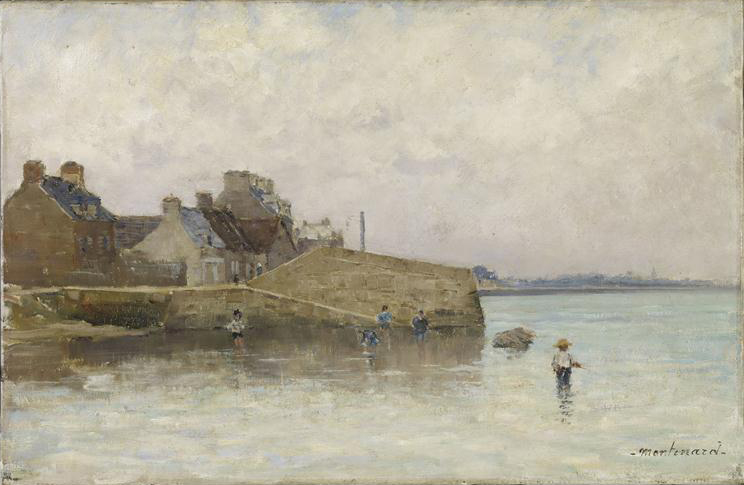
Marine (vers 1880), Chantilly, musée Condé.
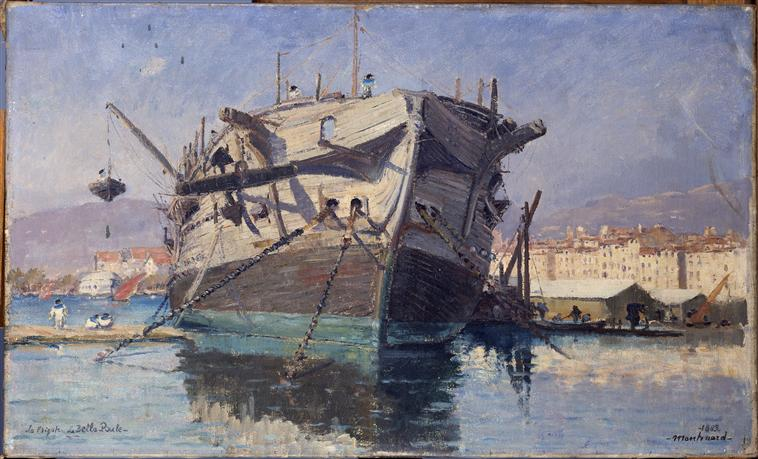
La belle poule dans le port de Toulon (1883), Paris, musée de l'Armée.
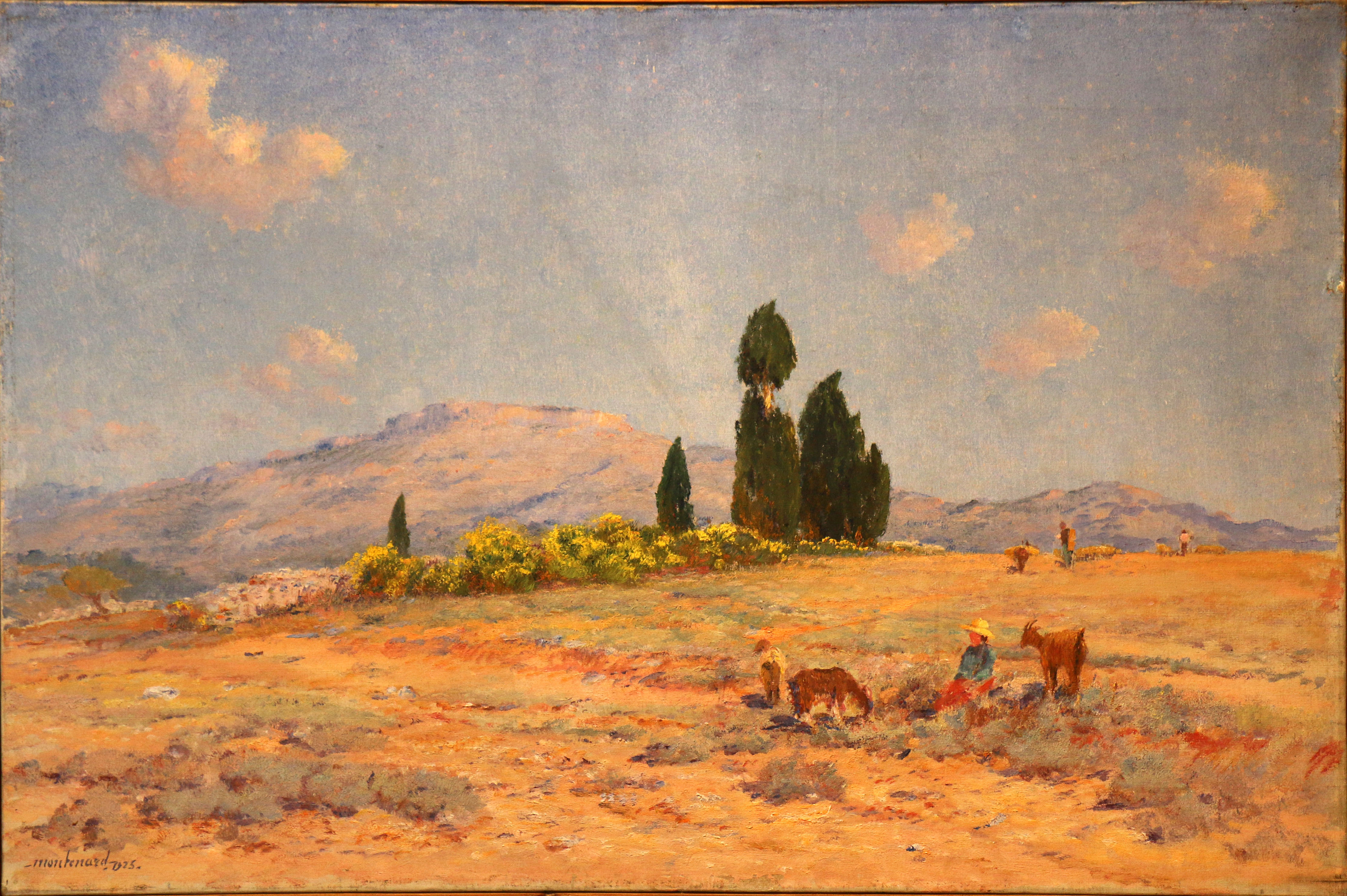
La Gardienne de chèvres, Brignoles, musée du pays brignolais.
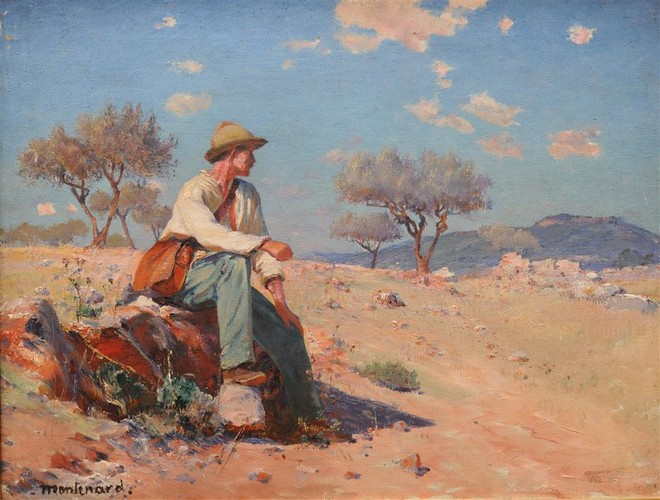
Paysan dans la campagne bessoise, Brignoles, musée du pays brignolais.
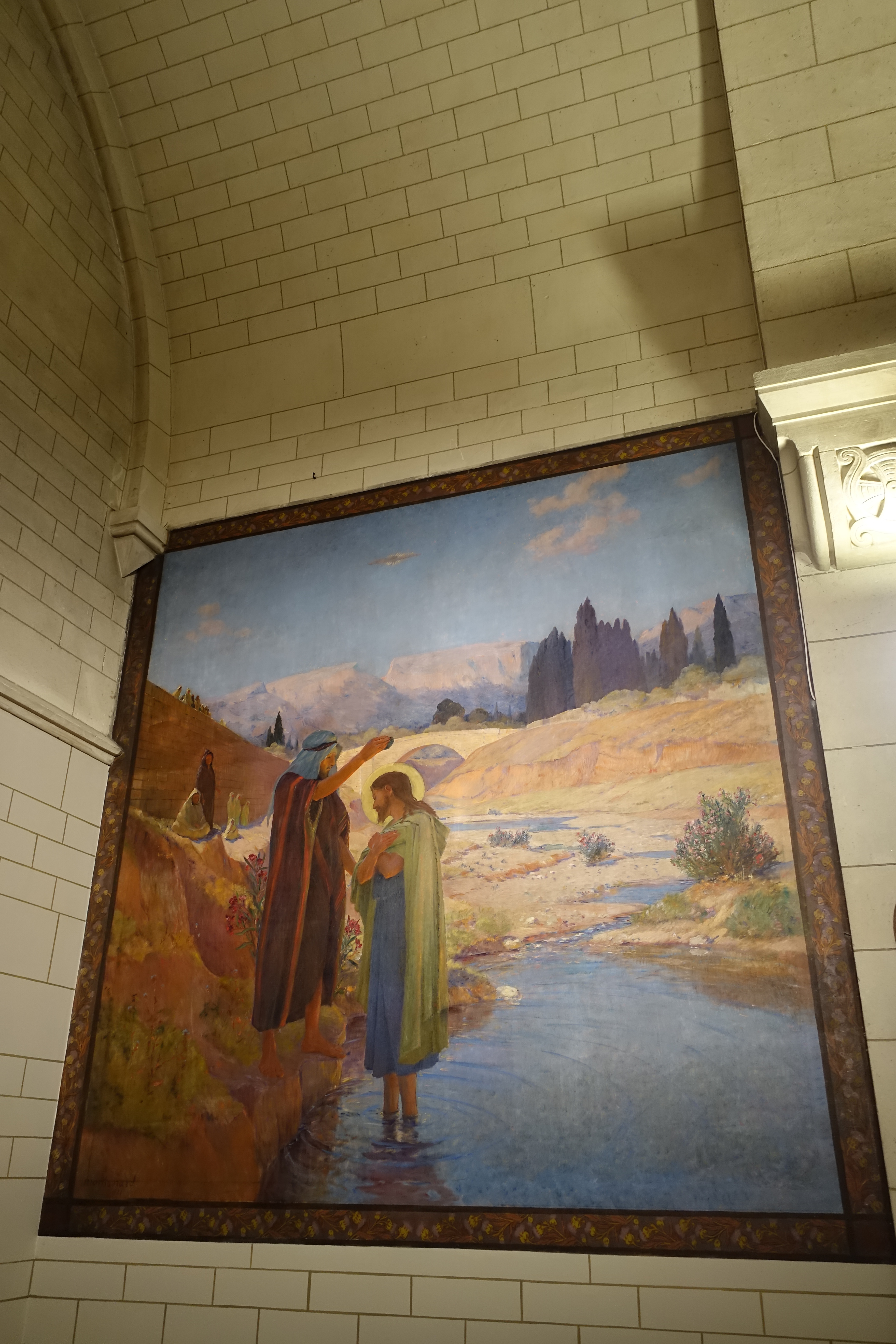
Le Baptême du Christ (1921), Nouvelle église Saint-François-de-Sales de Paris.